# Propriété de Jevrem Pavlović à Trbosilje
La propriété de Jevrem Pavlović à Trbosilje (en serbe cyrillique : Окућница Павловић Јеврема у Трбосиљу ; en serbe latin : Okućnica Pavlović Jevrema u Trbosilju) se trouve à Trbosilje, sur le territoire de la ville de Loznica et dans le district de Mačva, en Serbie. Elle est inscrite sur la liste des monuments culturels protégés de la république de Serbie (identifiant no SK 816),.

## Présentation

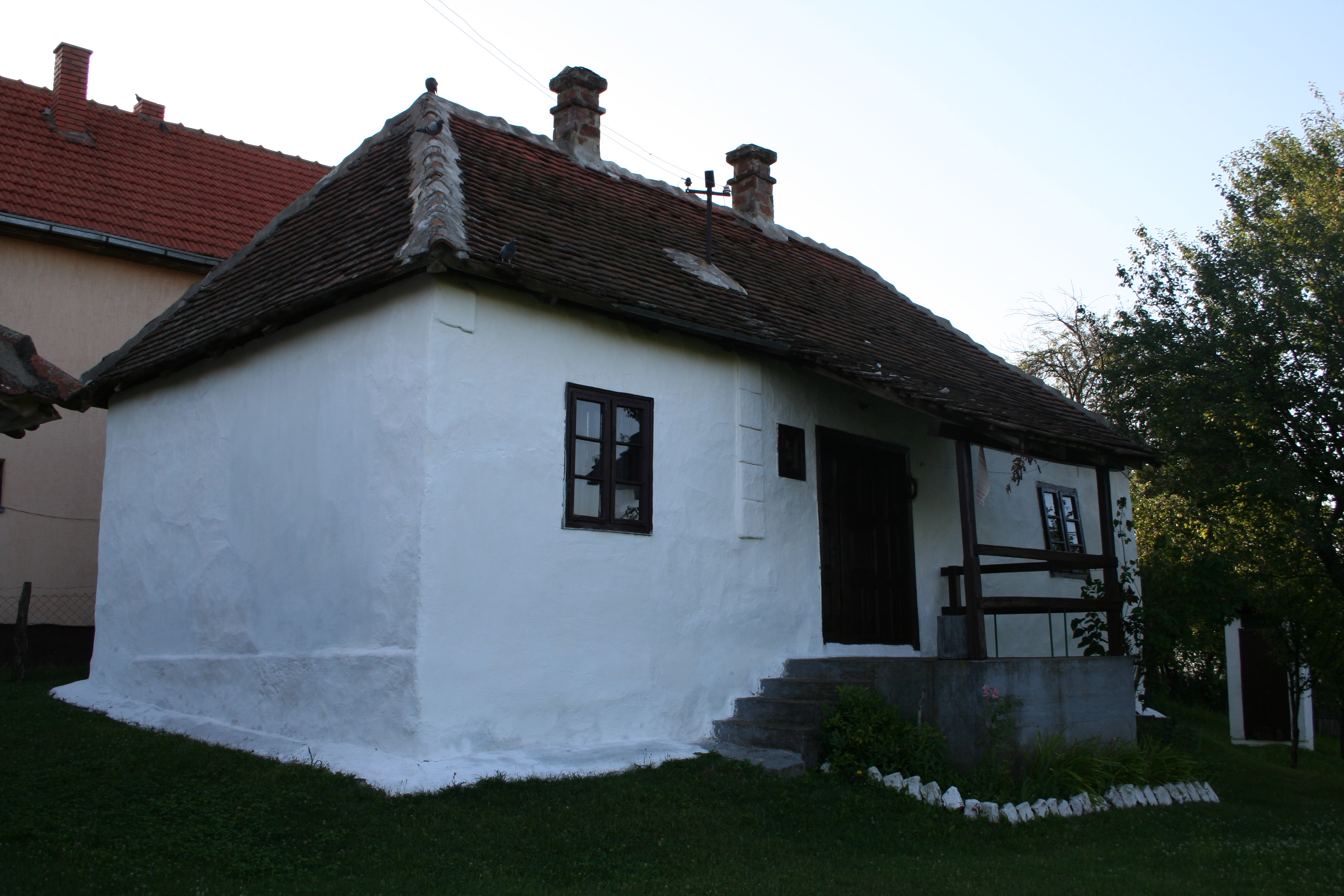
Détail de la maison.

La propriété de Jevrem Pavlović a été organisée autour d'une cour à la fin du XVIIIe siècle ou au début du XIXe siècle. Elle se compose notamment de deux maisons d'habitation, d'un vajat, d'une laiterie, d'un séchoir pour les céréales (koš), d'un four à pain et d'un hangar pour la conservation des denrées (magaza). Au milieu se de la cour se trouve un espace vide. Cette disposition est caractéristique des propriétés rurales de la région au XIXe siècle[réf. nécessaire].

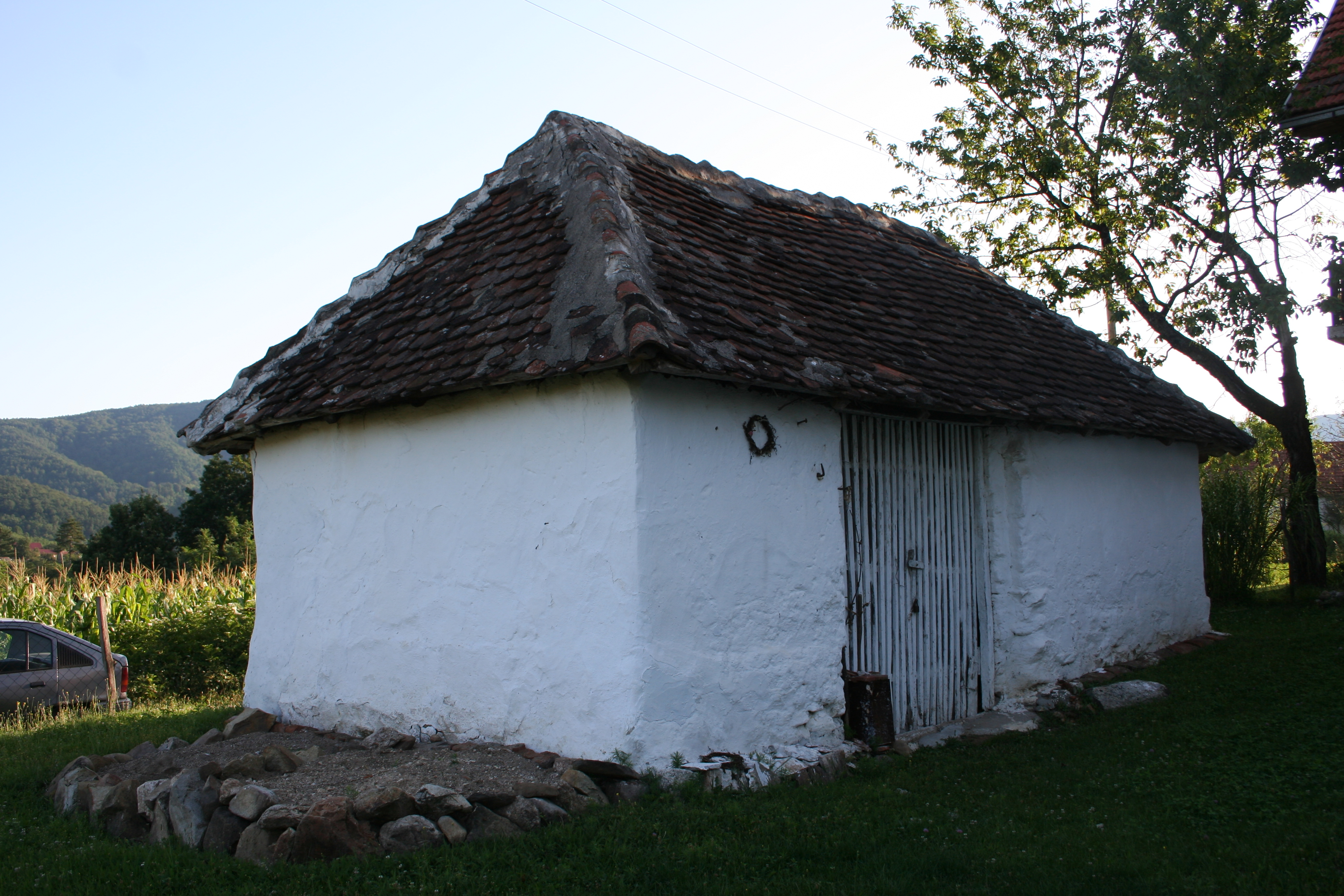
Détail d'un autre bâtiment.